# Charlotte Ross

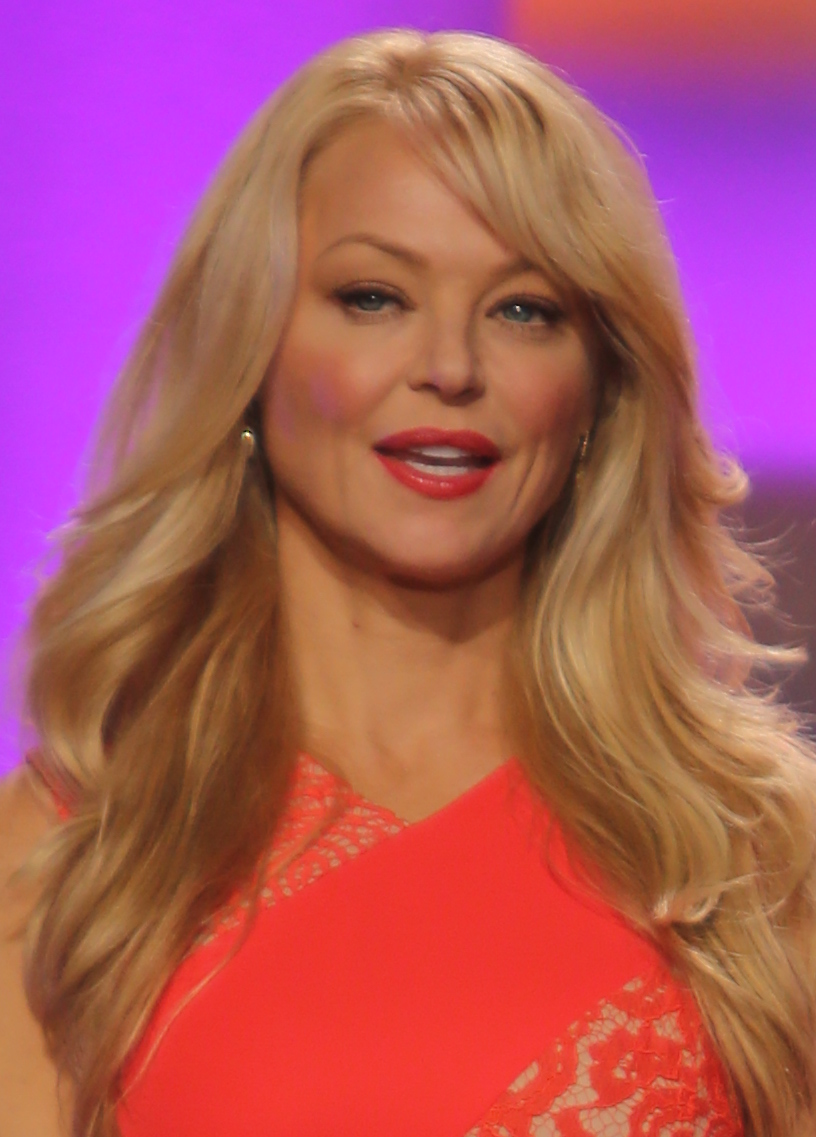
Charlotte Ross (2014)

Charlotte Ross (* 21. Januar 1968 in Winnetka, Illinois) ist eine US-amerikanische Schauspielerin.

## Leben und Leistungen
Ross gewann im Jahr 1987 den Titel Illinois Dream Girl. Sie debütierte an der Seite von Michael Keaton in der Komödie Touch and Go aus dem Jahr 1986. In den Jahren 1987 bis 1991 war sie in der Fernsehserie Zeit der Sehnsucht zu sehen. Für diese Rolle wurde sie in den Jahren 1990 und 1991 für den Daytime Emmy Award nominiert.
Im Film Bittersüße Küsse (1994) spielte Ross neben Robin Givens eine der größeren Rollen, eine größere Rolle spielte sie auch im Abenteuerfilm Abenteuer in der Wildnis (1994). In den Jahren 1998 bis 2004 spielte sie eine Polizeiermittlerin in der Fernsehserie New York Cops – NYPD Blue. Im Filmdrama Nora Roberts – Der weite Himmel spielte sie eine der drei Halbschwestern, die gemeinsam eine Farm erben.
Ross ist seit dem Jahr 2003 mit Michael Goldman verheiratet und hat ein Kind.

## Filmografie (Auswahl)
- 1986: Gangster Kid (Touch and Go)
- 1987–1991: Zeit der Sehnsucht (Days of our Lives, Fernsehserie, 133 Folgen)
- 1991: Die Zerreissprobe (She Says She’s Innocent, Fernsehfilm)
- 1992: Eine schrecklich nette Familie (Married… with Children, Fernsehserie, eine Folge)
- 1992: The Heights – Rockin’ Friends (The Heights, Fernsehserie, 12 Folgen)
- 1994: Bittersüße Küsse (Foreign Student)
- 1994: Love and a .45
- 1994: Abenteuer in der Wildnis (Savage Land)
- 1996: Emergency Room – Die Notaufnahme (ER, Fernsehserie, Folge 2x14)
- 1996: Von Rache besessen (Fall Into Darkness, Fernsehfilm)
- 1996: Der süße Kuß des Todes (A Kiss of Deadly, Fernsehfilm)
- 1998–2004: New York Cops – NYPD Blue (NYPD Blue, Fernsehserie, 72 Folgen)
- 2007: Law & Order (Fernsehserie, eine Folge)
- 2007: Nora Roberts – Der weite Himmel (Nora Roberts’ Montana Sky, Fernsehfilm)
- 2008: Ring of Death (Fernsehfilm)
- 2009: CSI – Den Tätern auf der Spur (CSI: Crime Scene Investigation, Fernsehserie, eine Folge)
- 2009–2012: Glee (Fernsehserie, vier Folgen)
- 2011: Drive Angry
- 2011: Street Kings 2: Motor City
- 2013: Hit the Floor (Fernsehserie, 10 Folgen)
- 2014: Nashville (Fernsehserie, eine Folge)
- 2014–2017: Arrow (Fernsehserie, 12 Folgen)